# صخره
صُخره هي قرية في بلدية الجنيد في محافظة عجلون في شمال الأردن.

## التسمية
يحكي البعض[من؟] أن القرية سُميت بذلك نسبة لرجل صالح يقال له الصُخراوي عاش قبل عدة قرون وبقي مقام هذا الرجل إلى الآن في صخرة.[بحاجة لمصدر]

## المساحة والسكان
يبلغ مساحة صُخرة ما يقارب 17000 دونم تقريباً وهي من أكبر قرى محافظة عجلون مساحة وسكانا حيث يبلغ عدد سكانها ما يزيد عن 18,005 نسمة.
ويعتمد أبناء القرية في عيشهم على الزراعة و التجارة والوظائف الحكومية.

## المناخ
صُخرة كباقي محافظات عجلون باردة شتآء، ودافئة صيفا.[بحاجة لمصدر]